# Фабіян Янош Яношович
Янош Яношович Фабіян (нар. 1922 — пом. 1983) — радянський футболіст, що грав на позиції нападника. Виступав за ужгородський «Спартак» і київське «Динамо».

## Біографія
Упродовж 1946—1948 років грав у «Спартаку» (Ужгород), у складі якого став чемпіоном УРСР 1946 року.
У сезонах 1948 і 1949 виступав за «Динамо» (Київ), провів 16 ігор, забив 1 м'яч.

## Досягнення
- Чемпіон УРСР (1): 1946